# MAC Cosmetics
MAC Cosmetics, cách điệu hóa thành M·A·C, là hãng sản xuất mỹ phẩm được Frank Toskan và Frank Angelo thành lập năm 1984 tại Toronto. Công ty có trụ sở tại thành phố New York và trở thành một phần của Estée Lauder Companies vào năm 1998. MAC là viết tắt của Make-up Art Cosmetics.

## Bối cảnh
Trong thời gian làm nhiếp ảnh gia và nghệ sĩ trang điểm, đồng sáng lập Frank Toskan nhận ra sự thiếu màu sắc phù hợp và kết cấu cần thiết để tối đa hóa hiệu suất và kết quả trang điểm cho ngành công nghiệp này. Hơn nữa, ông nhận ra những sản phẩm thông thường giới hạn trong ngành công nghiệp mỹ phẩm đáp ứng nhu cầu của phụ nữ hiện đại. Lần đầu tiên tính sắc tộc trong trang điểm được giải quyết. Toskan bắt đầu làm thủ công thị trường chuyên dành cho thế giới trang điểm. Gia đình gia nhập lực lượng bao gồm anh rể kiêm nhà hoá học Victor Casale. MAC rất nhanh chóng trau dồi cả về thời trang và thị trường bán lẻ. Ban đầu được bán độc quyền tại BAY ở Canada, nhanh chóng mở rộng cho Henry Bandel ở New York. Các cửa hàng bách hóa Nordstrom chào đón thương hiệu ngay sau khi đánh dấu sự đột nhập đầu tiên của MAC vào thị trường bán lẻ Bắc Mỹ. Sachs, Macy's, Dillard's và Bloomingdales nhanh chóng theo sát cũng như hàng tá cửa hàng độc lập do MAC làm chủ. Sự ủng hộ tự nguyện của người nổi tiếng là chìa khóa thành công của MAC khi Madonna, Mariah Carey, Lady Diana, Linda Evangelista, Naomi Campbell, Cher và Janet Jackson nắm bắt thế giới nghệ thuật trang điểm mới. MAC tiếp tục là nhà tiên phong trong sáng tạo mỹ phẩm cách tân trên toàn thế giới.
Sản phẩm của công ty ban đầu được dành cho các chuyên gia trang điểm, nhưng được bán trực tiếp cho người tiêu dùng trên toàn thế giới. Frank Toskan nói rằng ông "sản xuất đồ trang điểm đầu tiên cho người mẫu, nhưng sau đó người mẫu muốn trang điểm cho chị em, bạn bè của họ, và như vậy...". Ngày nay, thương hiệu vẫn tiếp tục làm việc với các chuyên gia thời trang: "Từ một thương hiệu chuyên dụng [chủ yếu cho ảnh hoặc phim], MAC đã trở thành một thương hiệu toàn cầu."
Vào những năm 1990, thương hiệu này đã có hơn một trăm cửa hàng trên toàn thế giới, thu được 200 triệu franc Pháp. Sự phát triển của thương hiệu quốc tế, mở ra những điểm bán hàng mới và sự thích ứng của các dòng sản phẩm phù hợp với từng châu lục, đã để lại thời gian ít ỏi cho người sáng lập ra sản phẩm mới. Năm 1994, công ty Estée Lauder nắm quyền kiểm soát 51% cổ phần của MAC Cosmetics và bắt đầu quản lý kết thúc kinh doanh trong khi hai người sáng lập giữ lại quyền quản chế sáng tạo. Năm 1997, đồng sáng lập Frank Angelo chết vì ngừng tim trong suốt cuộc phẫu thuật ở tuổi 49. Vào thời điểm đó, MAC có doanh thu 250 triệu USD, tăng gấp đôi 10 năm sau. Estée Lauder Inc. hoàn thành mua lại vào năm 1998 và Frank Toskan đã quyết định bán cổ phần còn lại của mình ngay sau đó trước khi rời công ty cuối năm đó.
Mỹ phẩm MAC được đặt tên một trong ba nhãn hiệu trang điểm hàng đầu thế giới, với doanh thu hàng năm trên 1 tỷ USD và 500 cửa hàng độc lập, với hơn 30 cửa hàng ở Pháp. Tất cả các cửa hàng được nghệ sĩ trang điểm chuyên nghiệp điều hành.
Tháng 9 năm 2016, MAC Cosmetics tung ra bộ sưu tập "MAC Selena" cộng tác với bất động sản của Selena Quintanilla Perez. Một kiến nghị về Change.org đề xuất ý tưởng cộng tác này với MAC Cosmetics. Chị gái Selena, Suzette Quintanilla, đã làm việc với MAC để tạo nên bộ sưu tập hoàn hảo mà thực sự đại diện cho Selena. Bộ sưu tập được bán hết trong vòng hàng giờ đồng hồ không chỉ tại các cửa hàng MAC mà còn tại các nhà bán lẻ khác mang bộ sưu tập như Nordstrom, Bloomingdales và Macy's. Người hâm mộ đã đứng hàng giờ để chạm tay vào bộ sưu tập nhưng một số đã bỏ đi tay không. Do nhu cầu cao cho bộ sưu tập này, MAC đã bổ sung bộ sưu tập vào tháng 12 năm 2016.
Tháng 5 năm 2017, MAC cosmetics trở nên có hiệu lực để mua trực tuyến tại Ulta Beauty. Sản phẩm sẽ có mặt tại các cửa hàng trong tháng 6 năm 2017.

## Quỹ tài trợ MAC AIDS
Quỹ tài trợ M·A·C AIDS đã được thành lập vào năm 1994 để hỗ trợ nam giới, nữ giới và trẻ em bị ảnh hưởng bởi HIV/AIDS trên toàn cầu bằng cách giải quyết mối liên hệ giữa nghèo đói và HIV/AIDS. Quỹ đã thu được hơn 400 triệu đô la thông qua bán Viva Glam Lipsticks và Lipglosses của M·A·C, tặng 100% giá bán để chống HIV/AIDS. Dòng sản phẩm Viva Glam vẫn là một thương hiệu tiêu biểu, bán chạy nhất cho nhãn hiệu MAC Cosmetics.